# Candoshis
Los candoshi o shapra son un  pueblo indígena amazónico que habita las riberas de los ríos Huitoyacu, Chapuli, Morona y Pastaza, Alto Nucuray y en el Lago Rimachi (Musa Karusha) en la región Loreto en Perú. Hablan el idioma candoshi.

## Historia
Los candoshi fueron conocidos como muratos en el pasado, en 1744 los andoas comunican a los jesuitas sobre la existencia de los muratos, pero los muratos rechazaron las expediciones de los misioneros en 1748 y 1754.
Luego de esto, los misioneros logran capturar a un murato (candoshi), al que tiempo después envían de regreso con regalos, como resultado los llamados muratos aceptaron la formación de una misión en el río Huasaga. En 1762 muchos jíbaros formaban parte de esta misión.
Luego de la expulsión de los jesuitas, los candoshi regresaron al aislamiento desarrollando una relación hostil con toda presencia extraña. Esta condición se mantuvo hasta principios del siglo XIX, cuando reinician un conflicto con la etnia andoa.
Alrededor del año 1848 se registran ataques de los candoshi hacia los comerciantes y exploradores en la cuenca del río Pastaza. Durante el periodo de la fiebre del caucho los candoshi no permitieron el ingreso de los patrones caucheros en su territorio, más bien se dedicaron a la extracción de esta resina para intercambiarla por herramientas de metal.
En 1940 sobrevino una epidemia en la que murieron cientos de candoshi. En 1950 se inicia el trabajo misional del Instituto Lingüístico de Verano. A fines de los setenta los candoshi contaban con 5 escuelas bilingües, y también en esta época se inician las exploraciones petroleras que luego llevaría a la extracción de los hidrocarburos en las cuencas de los ríos Morona y Pastaza. La presión de la industria petrolera es un factor de transformación sociocultural en los candoshi.

## Organización
Para los candoshi las relaciones de descendencia son iguales tanto del lado del padre como de la madre. Los matrimonios son exogámicos, vale decir que no se permite el matrimonio entre consanguíneos estrechos, esto incluye a los primos paralelos y cruzados. De este modo sólo se permite el matrimonio entre individuos que no presenten ningún lazo de consanguinidad. Existe sí un modelo de unión matrimonial que prefiere el intercambio matrimonial de hermanas entre hombres de distintos grupos, éstas hermanas pueden ser reales o clasificatorias.
Este intercambio entre grupos se da generalmente entre más de dos, esto quiere decir que un grupo puede intercambiar mujeres con más de un grupo. La regla de residencia postmatrimonial es matrilocal, esto quiere decir que los varones residen cerca de los parientes de la esposa.
Los candoshi sellan su amistad con una ceremonia ritual en la cual uno de los futuros amigos coloca una piel de jabalí en el lugar elegido, luego los dos hombres se colocan frente a frente y se dicen: "Amigo, siempre piensa bien de mi, porque estamos haciendo un contrato de amistad sobre esta piel". Posteriormente ambos amigos se regalan bienes, estos regalos se guardan y se muestran a otras personas diciendo: "Éstos son los regalos que mi amigo me dio, nunca nos olvidaremos el uno del otro". Cuando los amigos terminan la ceremonia de amistad, las esposas se abrazan dándose palmaditas en la espalda diciéndose: "Amiga, siempre te querré, nunca te haria daño".